# 三ヨウ化セシウム
三ヨウ化セシウム（さんようかせしうむ、英語: caesium triiodide）は、化学式が CsI
3 で表される無機化合物である。ヨウ化セシウムとヨウ素をエタノール中でゆっくりと揮発・結晶化させることで合成できる。ジアゾベンゼンと沈殿物を作ることがある。
高圧下では直方晶系から三方晶系へ相転移し、その構造は層状から3次元へと変化する。